# مارسيل دو كورت
مارسيل دو كورت، فيلسوف ومدرس بلجيكي للفلسفة، من مواليد 20 أبريل 1905 ببلجيكا، وضع مذهبا فلسفيا متكاملا بالاستيحاء من الفلسفة القديمة يمكن أن يطلق عليها اسم الأرسطية النقدية.

## مؤلفاته
- أرسطو وأفلوطين (1935)
- تجسد الإنسان (1942)
- مقالة في نهاية حضارة (1949)
- الإنسان ضد نفسه (1963)

## وفاته
توفي مارسيل دو كورت في 19 يونيو 1994 عن عمر ناهز 89 عاما.